# Jane Stick
Pour les articles homonymes, voir Stick.
Jane Stick, de son vrai nom  Émilie Joséphine Jeanne Briard, née le 10 avril 1890 à Marseille et morte le 14 octobre 1964 dans le 18e arrondissement de Paris, est une chanteuse et comédienne française de l'Entre-deux-guerres.

## Biographie

### Famille
Émilie Joséphine Jeanne Briard, plus connue sous le nom de scène de Jane Stick, est née au 21 boulevard Périer à Marseille le 10 avril 1890. Elle est la fille aînée de Gabriel Joseph Louis Briard et de Judith Louisa Magnin.

### Début de carrière
Elle débute la chanson sur le tard dans des petits cabarets de Montmartre. Avant d'apparaît comme figurante dans la pièce La Gamine en mai 1922 au théâtre de la Renaissance. En décembre 1922, elle rentre au théâtre comique, Le Coucou, situé au 33 boulevard Saint-Martin où elle est engagée durant plus de six mois pour jouer dans des revues. Elle y est repérée par le directeur et chansonnier Charles Fallot, qui va la convier à chanter dans son petit cabaret de La Pie qui chante, au 159-163 rue Montmartre, en 1924.
Elle fait aussi du théâtre et de la comédie, comme dans la pièce Tat's tu tes talons, présentée au théâtre du Quat'-z-Arts à Paris. Elle joue avec Gabriello, Renée Jean et Christiane Delyne en mars 1924.
À la fin de cette même année et jusqu'au début 1925, elle part dans le Midi, et plus précisément à Marseille, où elle joue à l'Alcazar ou encore à La Lune Rousse. Elle se rend également au Clos Mayol sur les hauteurs du Cap Brun près de Toulon. On peut d'ailleurs l'apercevoir en compagnie de Félix Mayol dans un film muet tourné durant l'été 1925 s'intitulant Les Vacances de monsieur Mayol à Toulon. Un film sorti au cinéma Kursaal de Toulon le 8 mars 1926.
De retour dans la capitale, elle fait sa rentrée à l'Olympia jusqu'en octobre de la même année et fréquente plusieurs cabarets, notamment en 1928, Chez Fysher, un des hauts lieux interlopes des années 1920, où chantaient quelques années plus tôt, d'autres chanteuses... Comme la tragique Yvonne George et la mystérieuse Dora Stroëva.
Au début des années 1930, elle se rend Chez Lulu, établissement tenu par Lulu de Montmartre, mais aussi à La Vie parisienne, le cabaret de Suzy Solidor ou encore au célèbre Bœuf sur le Toit, des cabarets fréquentés également par plusieurs autres artistes invertis comme  O'dett, Sidonie Baba ou encore Damia.

### Succès

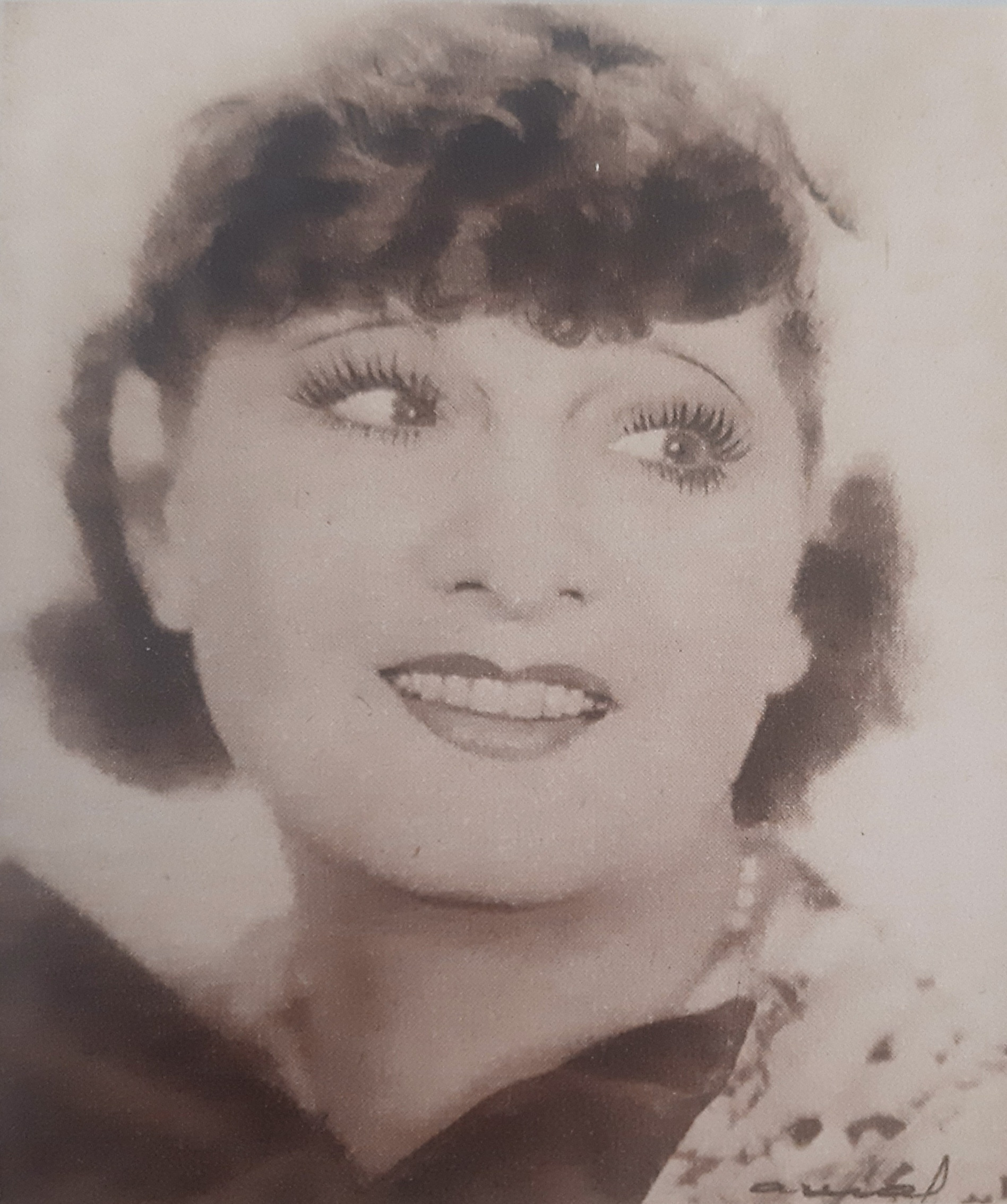
Jane Stick en 1935.

Jane Stick grave ses premiers disques pour les marques Parlophone et Polydor en 1929, où elle enregistre sa chanson la plus célèbre, Tu m'as voulue Tu m'as eue. Elle devient un succès à sa sortie et sera par la suite réenregistrée en 1935 (chez Gramophone). Il s'agit d'une chanson de Jean Eblinger et Louis Despax.
Jane Stick est également directrice et responsable artistique, elle gère les ouvertures de spectacles ainsi que l'entrée des artistes sur scène, comme à la Réserve en 1933, au Rococo en 1934ou aux Stage B et aux Capucins en 1935.
En 1937, elle joue dans deux films : Trois Artilleurs au pensionnat, où elle interprète son propre rôle, et dans Cinderella de Pierre Caron, où elle joue le rôle de Colette, une femme de chambre.

### Son cabaret
À partir de 1937, Jane détient un cabaret parisien, initialement inauguré en janvier de la même année par la compositrice Jacqueline Batell et Jean Breynat, sous le nom du Siroco et se trouvant au 70 rue de Ponthieu. Jane Stick va alors le rebaptiser Chez Jane Stick. il devient à ses débuts un cabaret féminin, jusqu'à devenir un lieu où se rue le Tout-Paris, notamment par la présence de plusieurs vedettes de l'époque, comme Gina Manès mais surtout Django Reinhardt et le Quintette du Hot Club de France à partir de janvier 1941 et jusqu'en 1942. Elle revendra par la suite son cabaret en 1944.

### Fin de carrière
Quelques années plus tard, après avoir tenté de tenir divers autres établissements, elle ouvre, en plein milieu des années 1950, un tout petit bar lesbien du nom de l'Entre Nous situé au 17 rue Laferrière à Pigalle et va le tenir jusqu'à sa mort.

### Fin de vie

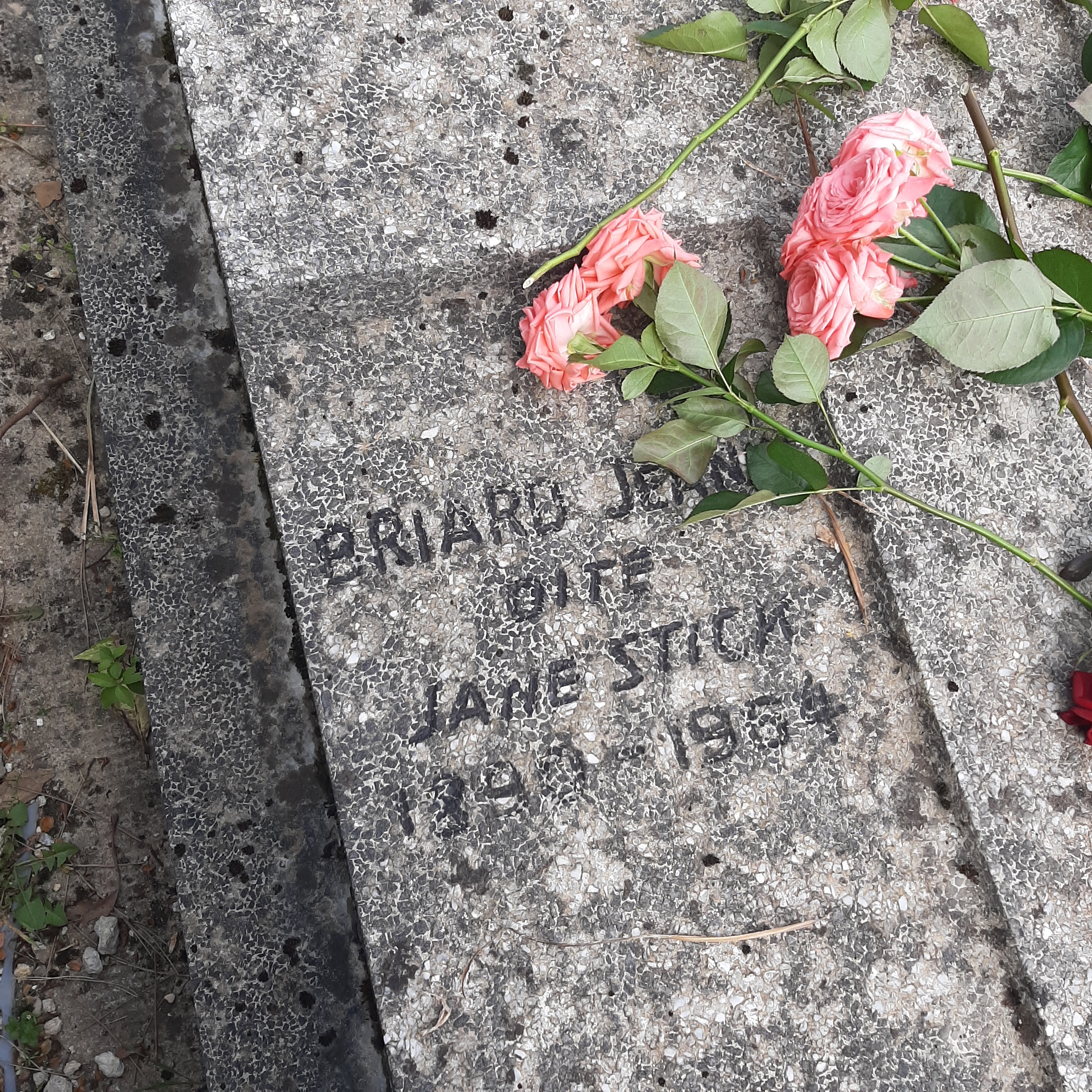
Sépulture de Jane Stick (Jeanne Briard).

Elle meurt le 14 octobre 1964, à l'âge de 74 ans  à l'hôpital Bichat, au 170 boulevard Ney à Paris, et est inhumée trois jours plus tard au cimetière parisien de Bagneux (76e division).

### Postérité
Malgré la notoriété de son époque, aujourd’hui, la figure de Jane Stick demeure presque inconnue du grand public. Depuis novembre 2020, Naïs Nolibos, une étudiante en journalisme, collectionneuse et auteure de plusieurs articles, a entrepris une série de démarches visant à la reconnaissance et mise en valeur de la chanteuse dans le cadre de ses recherches. À l’origine de la documentation et du classement de la tombe de cette dernière dans la catégorie “artistes” du cimetière de Bagneux, elle a aussi consacré à Jane Stick un écrit biographique et plusieurs articles.

## Partitions

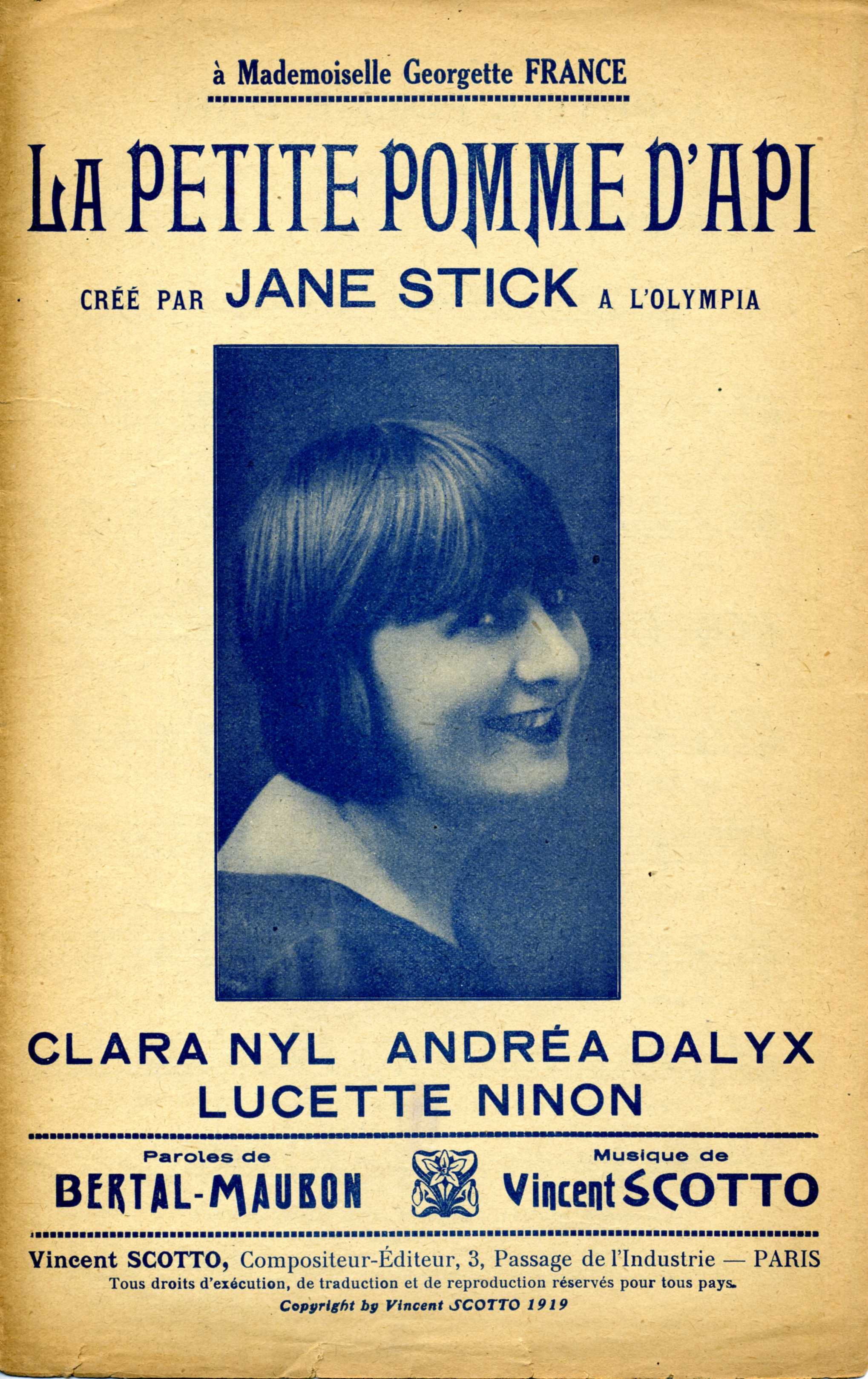
Partition de La Petite Pomme d'Api (1925).
Partition de Montmartre dans les Salons (vers 1930).
Partition du P'tit Bal (1936).
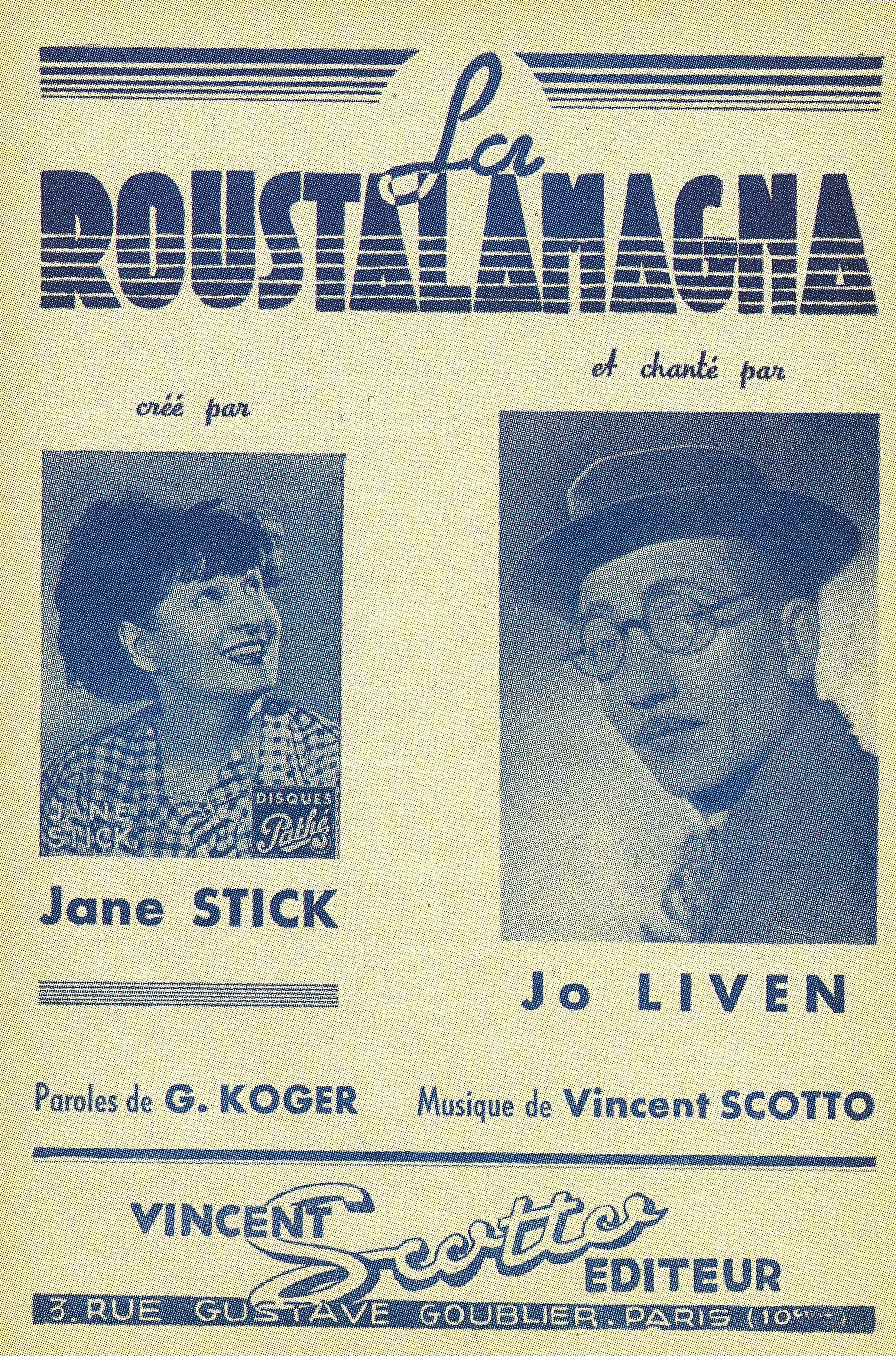
Partition de la Roustalamagna (1937).
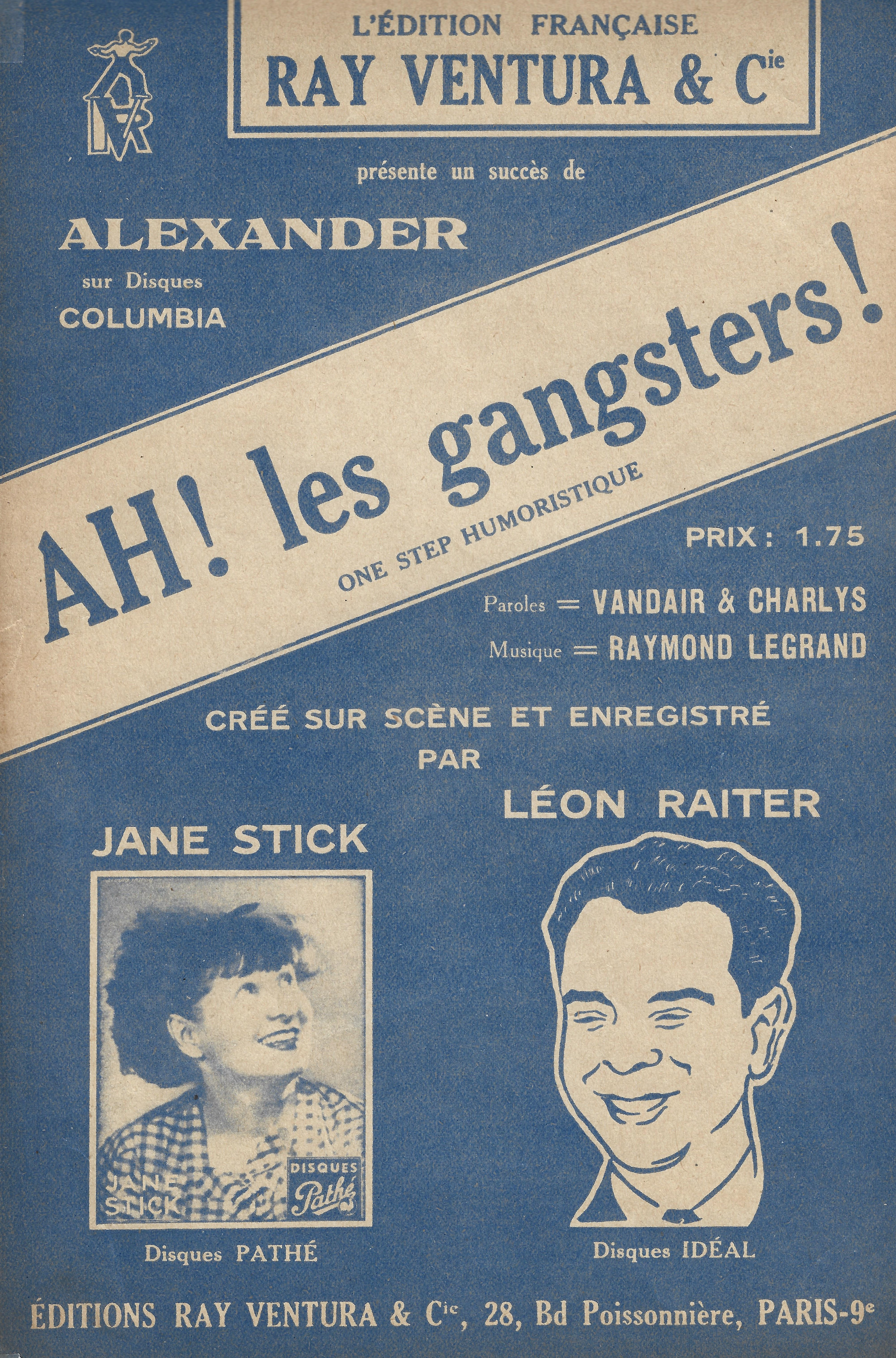
Partition de Ah les gangsters ! (1936).

## Filmographie
- 1925 : Les vacances de monsieur Mayol à Toulon
- 1937 : Cinderella de Pierre Caron
- 1937 : Trois Artilleurs au pensionnat de René Pujol

## Théâtre et revues
- La Gamine, une comédie en quatre actes de Pierre Veber et de Henry de Gorsse, au théâtre de la Renaissance en mai 1922
- Cécile... en Cieux ! une revue, avec Jean Marsac et Léon Berton, au Coucou en décembre 1922
- Vas-y...Va-là ! une revue, avec Germaine Derny, au Coucou en janvier 1923
- Ta Ruhr... ta Ruhr... ! une revue avec Claire Leblond et Yvonne Maxy, au Coucou en février 1923
- Rhin... pour rien ! une revue de Tasta avec Germaine Derny et Lizzie Samy au Coucou en mars 1923
- En douze...Travaux ! une revue en deux actes, avec Jean Marsac et Marguerite Greyval, au Coucou en avril 1923
- Ah ! Mai..., une revue avec Léon Berton au Coucou en mai 1923
- Viens... Rire une revue en un acte de Léonce Paco au Coucou en mai 1923
- À Cou... coups de Bec ! une revue au Coucou en juin 1923
- Soyons à l'Apache, une revue en deux actes au théâtre du Moulin-Bleu en décembre 1923
- Tat's tu tes talons ? une comédie, au théâtre du Quart'z'Arts en mars 1924
- C'est régulier ! une revue en 2 actes de André Dahl et Charles Fallot à la Pie qui chante en septembre 1924
- Monte là-dessus tu verras Malmousque une revue, à la Lune-Rousse, Marseille, en décembre 1924
- Rosse Paris !, une revue, au Moulin de la Chanson, avril 1928
- V'là Paname !, une revue en 3 actes de M. Moreau et Birquet à l'Elysée-Palace de Vichy, en juin 1928[16]
- Tout à la Chine, une revue  de Quinel et Moreau, à la Cigale, en mai 1927[17]
- Vous permettez… ?, une revue de Dranem, au Moulin de la Chanson, en août 1929
- La Revue de Rip, au Moulin de la Chanson, Paris, en novembre 1929
- Un chien qui rapporte une pièce de Paul Armont et Gerbidou, représentation à la Potinière en janvier 1931
- Le Roman d'une femme de chambre, un mélodrame, au théâtre de la Renaissance en mars 1931[18]
- Savinien ou L'envers du Cinéma, une comédie en trois actes, de Maurice Favière au théâtre des Mathurins en juin 1931
- La Rue du Chapeau Rouge, soirée organisée par Gabriel Biancheri[19], avec Marianne Oswald, présentée au Palm Beach à Cannes en août 1933[20]
- L'Arlésienne, une pièce joué à Montgenèvre en avril 1936[21]
- Retour aux chants, une revue jouée à l'Alhambra en juin 1942[22]

## Chansons interprétées
- J'suis mûre ou je suis un peu mûre (1923), du compositeur Legay Jules et du parolier Jean Marsac
- La Petite Pomme d'Api (créée et chantée à l'Olympia en 1925) de Vincent Scotto
- Houppe et Youppe (chantée à l'Olympia en 1925)
- La Ceinture (chantée à l'Olympia en 1925)
- Le Mal de dent (chantée à l'Olympia en 1925) de E. Gistral et V. Scotto, du répertoire de Mayol
- C'est un comme ça qui 'm 'faudrait (1926)
- L'Empoisonneuse (1926) de Willems, Dommel et L. Henriett
- L'Accordéon du p'tit père Léon (1926) de A. Hornel, J. Monteux et Jane Bos
- C'est l'beau Charlot (1927) de René Bussy et Trémolo
- Elle a mis sa Redingote... chochotte (1927) de Bertal-Maubon et Jean Lenoir
- Il est pas Poétique ou Mon Frédéric (1927) de Géo Koger et Léon Raiter
- Faut c'que faut (1927) de Bertal-Maubon et Jean Lenoir
- Dédé la Terreur (vers 1927) de L. Neyouser's et Paul Chaubet
- Le Cinéma populaire (1928) de René-Paul Groffe et Jean Eblinger
- La Leçon de couture (1929, enregistrée chez Parlophone - 22490) de Line Deberre et Abel Bourgeois
- Tu m'as possédée par surprise (1929, enregistrée chez Parlophone - 22490)
- Tu m'as voulue, tu m'as eue ( juillet 1929, 1re version, enregistrée chez Polydor- 521527) de Jean Eblinger et Louis Despax
- Elles n'en n'ont pas (juillet 1929, enregistrée chez Polydor - 521527) de Crayssac
- Ça fait passer le dimanche (juillet 1929, enregistrée chez Polydor - 521548) de Jean Lenoir et Bertal-Maubon
- J’ai l’air comme ça  (juillet 1929, enregistrée chez Polydor - 521548) de Jean Lenoir et Bertal-Maubon
- C'est la Vraie de Vrai (chantée à l'Olympia en 1928) de E. Doloire et A. Decaye, du répertoire de Fréhel
- Ah ! Les fraises et les framboises ! (chantée à Bobino[23] en 1929) de E. Wollf  et Serge Plaute
- Je ne peux pas faire ça (1930, enregistrée chez Virginia - C133) de René Mercier
- Elle s'en allait à petit pas (1930, enregistrée chez Virginia - C133) de Ernest Cloërec-Maupas
- Le (mon) bel amigo (1930, enregistrée chez Virginia - C134) de Maurice Urhy et Jean Valmy
- Tu m'as voulue, tu m'as eue (1930, 2e version, chez Virginia - C134)
- Je ne sais pas (1930, enregistrée chez Virginia - C135) de Vincent Scotto
- Rouptidedec (1930, enregistré chez Virginia - C135) de M. Zimmermann, Mauricet et Pierre Varenne
- Ah ! Si j'étais une p'tite femme de Paris (1930) de Scotto et Géo Koger
- Ça m'agace (vers 1930) de Claude Loris
- La Pièce de dix sous (1930)
- Youp et Youp (1930)
- Montmartre dans les Salons (1930), de la compositrice Yvonne Sarrut
- La Java des ceuss' qui n's'en font pas (chantée et créée au théâtre de la Renaissance en 1931)
- La Javamanie (1933), du compositeur Gregson Francis
- Ce que tu as voulu (1934)
- Camille (juin 1935, enregistrée chez Gramophone- K7549) de Georgius et Trémolo
- Tu m'as voulu, tu m'as eu (3e version, juin 1935, enregistrée chez Gramophone - K7549)
- Joinville-musette (juin 1935, enregistrée chez Gramophone - K7624) de Bertal-Maubon
- Moi c'est pas ça (octobre 1935, enregistrée chez Gramophone - K7594) E. Armengol et Roger Sarbib
- Negro negra (octobre 1935, enregistrée chez Gramophone - K7594) de E. Armengol et Tom Waltham
- Celle que l'amour respectera ou les vieilles filles (1935)
- C'est pas l' Pérou (1935) de Jamblan
- J'suis pas uniprix (enregistrement chez Gramophone refusé)
- Toute la banlieue fait la bringue (octobre 1935, 1re version créée, chantée et enregistrée chez Gramophone - K7624)
- Me V'là Dans D'Beaux Draps (septembre 1936, enregistrée chez Pathé - PA 997)
- Toute la banlieue fait la bringue (septembre 1936, 2e version enregistrée chez Pathé - PA 997)
- Nous autres (septembre 1936, enregistrée chez Pathé - PA 998) de Jean Lenoir
- Quand je valse le soir (septembre 1936, enregistrée chez Pathé - PA 998)
- Par politesse (décembre 1936, enregistrée chez Pathé - PA 1097) de Georgius
- Le P'tit Bal (décembre 1936, enregistrée chez Pathé - PA 1097), de Michel Vaucaire et Paul Nicolas
- Le Cas de Lucile (décembre 1936, enregistrée chez Pathé - PA 1098) de Line Deberre et Abel Bourgeois
- Les Entourloupettes  décembre 1936, enregistrée chez Pathé - PA 1098) de Vincent Scotto
- Ah ! Les Gangsters ! (1936)
- J'attends mon amoureux (avril 1937, chantée à l'Européen)[24]
- La Roustalamagna (mai 1937, enregistrée chez Pathé - PA 1180) de Géo Koger et Vincent Scotto
- Mon bel amigo (mai 1937, 2eversion, enregistrée chez Pathé - PA 1180)
- Obsession proverbiale (1937)
- Dans une valse (mai 1937, enregistrée chez Pathé - PA 1189) de Lionel Cazaux
- Julot si tu voulais (« Julie si tu voulais ») (mai 1937, enregistrée chez Pathé - PA 1189) de G. Koger et Gaston Ouvrard
- Il a mal aux reins… Tintin ! (1937), du film Cinderella
- Pétronille-java (avril 1938, enregistrée chez Pathé - PA 1492) de Géo Koger, Julsam et R. de Soutter
- Moi... j'ai toi (avril 1938, enregistrée chez Pathé - PA 1492) de Sarthel et Gesky
- Sa mie (avril 1938, enregistrée chez Pathé - PA 1493) de Jean Blanc
- Bien l'bonjour… Madame Bertrand (avril 1938, enregistrée chez Pathé - PA 1493)[25]
- Madeline (chantée à l'ABC en 1939), de Marc Berthomieu
- Tu m'as voulue, tu m'as eue (octobre 1960, enregistrée et chantée à la radio)